# Parensen
Parensen ist ein Ortsteil des Fleckens Nörten-Hardenberg im Landkreis Northeim in Niedersachsen.

## Geographische Lage
Parensen liegt am Rand des Leinegrabens, südwestlich von Nörten-Hardenberg. Durch den Ort fließt die Harste, welche in die östlich liegende Leine mündet.

## Geschichte
Die erste schriftliche Erwähnung Parensens ist in einer Urkunde Ottos III. überliefert, in der der König seiner Schwester Sophia unter anderem 30 Hufen Land in mehreren Orten des Leinegaus schenkte, darunter als erstgenannter Ort Peranhuson. Der Ortsname enthält einen Personennamen, der als Pero angenommen wird und sich durch Verschärfung des Anlauts aus dem Kurznamen Bero („Bär“) entwickelt haben kann. Bis ins 16. Jahrhundert erscheint der Ortsname als Parenhusen, Parnhusen, Parenhosen, Pernhusen oder Perrenhusen.
Seit 1264 lässt sich im Ort ein Niederadelsgeschlecht von Parensen nachweisen, deren Angehörige fortan zu den Vasallen der welfischen Fürsten von Göttingen gehörten. Im Verlauf des 14. Jahrhunderts fanden zahlreiche Güterübertragungen der Herren von Parensen statt. So verkauften sie dem Stift St. Petri in Nörten ein Gut und 6 Acker, dem Kloster Marienstein 3 Hufen, 2 Höfe und eine Wiese und schenkten dem Heiligenstädter Martinsstift den Zehnten von Mängelrode. 1343 erhielten die Herren von Plesse und jene von Rosdorf 2 ½ Hufen zu Parensen, 1351 ging zudem ein „Sattelhof mit dem Deiche“ an die von Plesse, sechs Jahre später übertrugen die Herren von Parensen zwei Hufen mit einem Hof an das Kloster Marienstein. Der Besitz derjenigen zu Parensen bezifferte sich im Verlauf des 15. Jahrhunderts auf 1 ½ Hufen mit einem großen Sattelhof beim Kirchhofe, welches ein plessisches Lehen darstellte, sowie zwei weitere Höfe und verschiedene kleine Grundstücke.
Im Jahr 1447 wurden die Herren von Plesse durch Herzog Otto Cocles mit dem halben Dorf und dem halben Gericht in Parensen belehnt. Während der Zeit des Dreißigjährigen Krieges, im Jahre 1626 wurde der Ort angesteckt und verbrannte. 44 Jahre später im Jahr 1670 wird erstmals vom Vorhandensein einer Schule in Parensen berichtet.
In der Karte der Kurhannoverschen Landesaufnahme wurden im Jahr 1784 in Parensen 35 Feuerstellen verzeichnet. 1805 wurde hier der spätere Pfarrer Ernst August Hermann Wilhelm Nolte geboren, und im Dezember 1910 lebten 321 Einwohner im Ort.
Am 1. März 1974 wurde Parensen in den Flecken Nörten-Hardenberg eingegliedert.

## Politik
Der Ortsrat in Parensen setzt sich aus neun Ratsfrauen und Ratsherren zusammen. Bei der Kommunalwahl 2021 ergab sich folgendes Ergebnis und folgende Sitzverteilung:
| Ortsrat 2021Insgesamt 9 Sitze - SPD: 6 - Grüne: 1 - CDU: 2 | Ortsratswahl 2021Wahlbeteiligung: 62,05 % 80706050403020100 70,29 %22,71 %7,00 % SPDCDUGrüne |

## Sehenswürdigkeiten

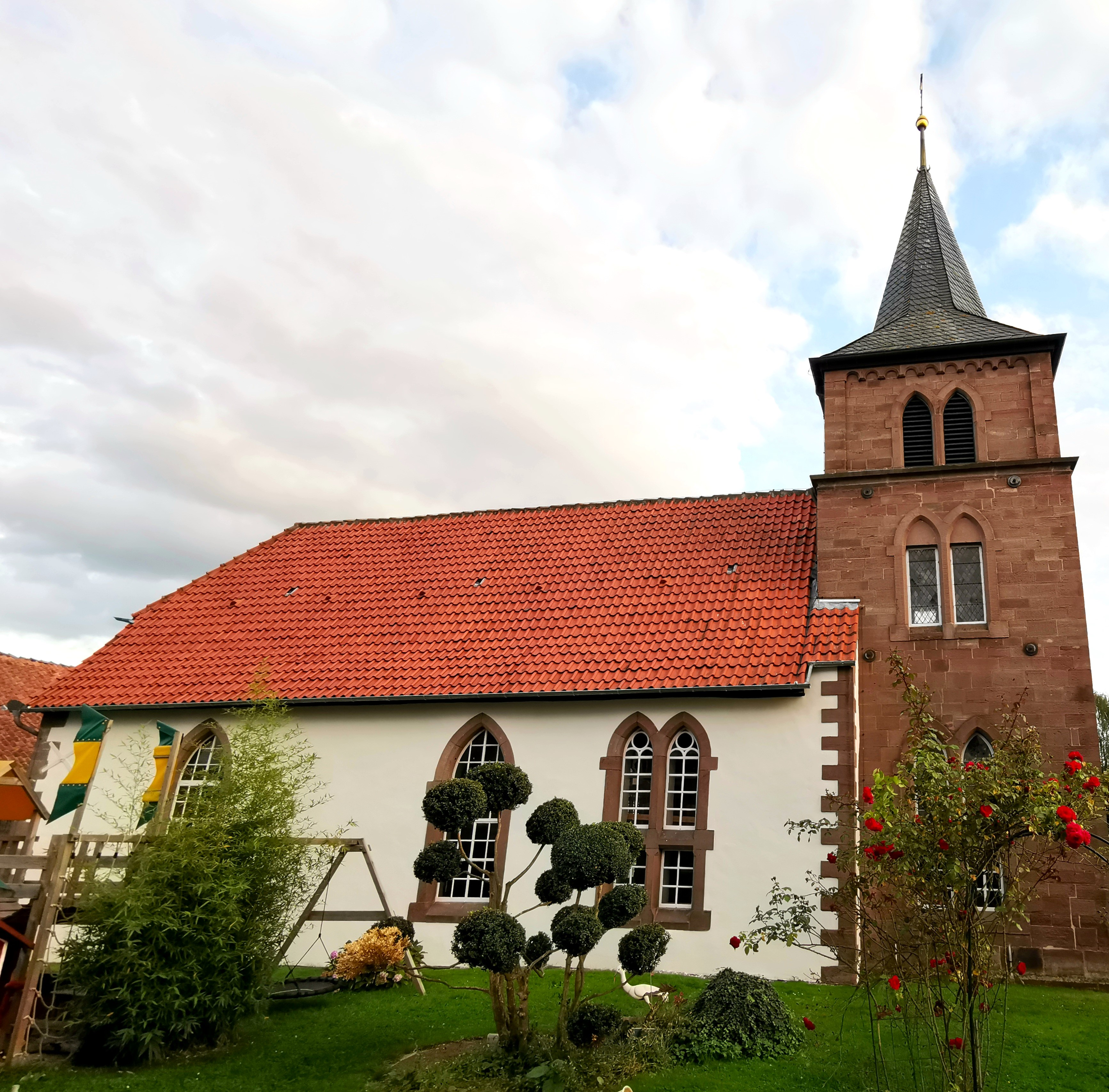
Ev.-luth. Kirche

- Die evangelische Kirche ist ein verputzter Saalbau aus dem Jahr 1776. Der Westturm mit Sandsteinquadern stammt aus dem Jahr 1892. Damals wurden auch die Fenster spitzbogig verändert. Zwei Tafelbilder der Innenausstattung werden auf das Jahr 1600 datiert. Sie werden seit der Kirchenrenovierung im Jahr 1981 als Altaraufsatz verwendet.[13]

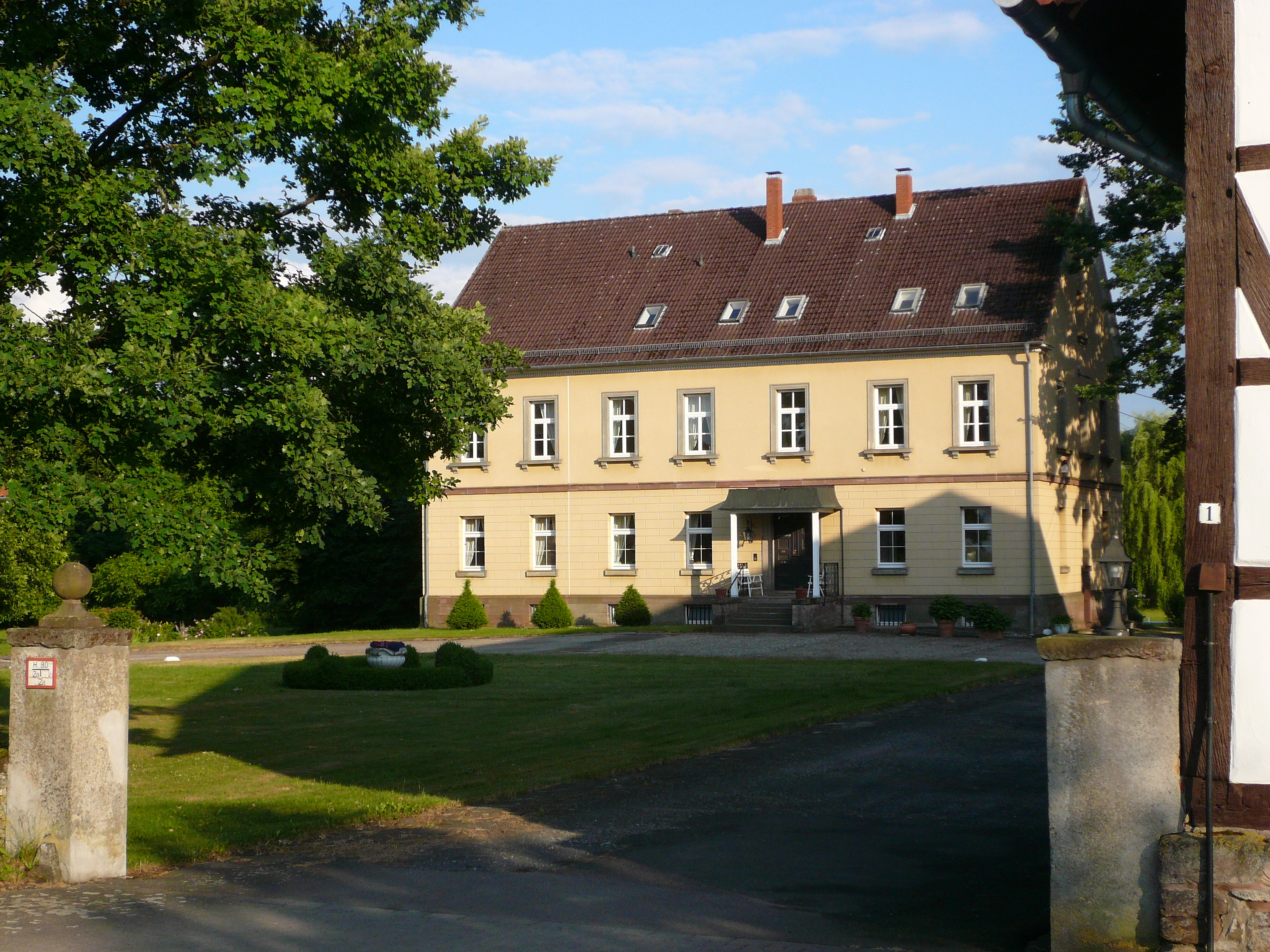
Gut Parensen

- Das Gut Parensen am Ostrand des Dorfes ist U-förmig mit Öffnung zur Straße angelegt. Das der Straße gegenüberliegende Gutshaus wurde 1848 als Pächterwohnhaus errichtet und 1921 um zwei Achsen erweitert. Im Osten (von der Straße aus links) steht quer zur Straße ein massives Wirtschaftsgebäude mit Krüppelwalmdach, im Westen ist der Hof durch eine Fachwerkscheune mit Längsdurchfahrt begrenzt, die 1738 erbaut und 1750 aus Moringen hierher versetzt wurde. Im Jahr 1750 kaufte Börries Freiherr von Münchhausen-Moringen (1702–1773) den Hof in Parensen[14]. Erbe wurde sein Sohn, der Oberhauptmann Börries von Münchhausen auf Moringen (1745–1829).[6], das von Pächtern bewirtschaftet wurde.  Nach dem Tod des Börries Freiherr von Münchhausen 1945 erbte sein Stiefsohn Siegfried Leberecht Heinrich Crusius das Parenser Gut, der es an die Nachfahren von Börries von Münchhausens Schwester aus der Familie von Breitenbuch vererbte, die es bis heute bewirtschaften.

## Verkehr
Durch Parensen verläuft die L 555.
Direkt am östlichen Ortsrand verläuft die A 7, die nächste Anschlussstelle befindet sich in 2 km Entfernung bei Nörten-Hardenberg.
Der nächste Bahnhof befindet sich ebenfalls in Nörten-Hardenberg.